# Port lotniczy Butare
Port lotniczy Butare – port lotniczy zlokalizowany w mieście Butare, w Rwandzie. Jest to czwarty co do wielkości aeroport tego kraju.